# Ferran Olivella
Ferran Olivella Pons (22. června 1936 Barcelona – 14. května 2023) byl španělský fotbalista. Hrával na pozici obránce.
Se španělskou fotbalovou reprezentací vyhrál mistrovství Evropy roku 1964. Na tomto turnaji se dostal i do all-stars týmu. Zúčastnil se též světového šampionátu roku 1966. Celkem za národní tým odehrál 18 utkání.
S FC Barcelona třikrát vyhrál Veletržní pohár, předchůdce Poháru UEFA a Evropské ligy (1955/58, 1958/60, 1965/66). Dvakrát s Barcelonou získal titul španělského mistra (1958–59, 1959–60) a čtyřikrát španělský pohár (1956–57, 1958–59, 1962–63, 1967–68).